# Потапенко, Наталья Игнатьевна
Наталья Игнатьевна Потапенко (в замужестве — баронесса Розен, во втором браке — Лагорио; 1889—1974) — русская писательница, прозаик; дочь писателя И. Н. Потапенко.

## Биография
Училась в гимназии княгини А. А. Оболенской в Петербурге. Первая публикация Потапенко (в то время гимназистки 6-го класса) — маленький рассказ «Душа дерева», опубликованный за подписью Н.П. в «Живописном обозрении» (1904), где её отец был в то время редактором-издателем. Потапенко начинала как актриса. Вместе с сестрой Дионисией посещала театральную школу имени А. С. Суворина, после чего сезон 1909/1910 играла в петербургском Новом театре, в Киеве у Кручинина, на сезон 1910/11 была принята в труппу «суворинского» театра Литературно-художественного общества. Отец принимал живое участие в театральной карьере дочери. Одновременно Потапенко обращается к литературе — публикует пьесы, рассказы. Была вполне самостоятельной в финансовом отношении; вышла замуж (1909) за барона Н. Розена, но супруги вместе не жили и в 1913 году развелись.
В 1912 году Потапенко пишет совместно с отцом пьесу «Что делать? Измена в четырёх точках зрения» и самостоятельно — другую пьесу «Вундеркинд» (1913). Активно печатается в периодических изданиях (1912—1917): «Всемирная панорама», «Огонёк», «Пробуждение», «Лукоморье», «Синий журнал» и др. Рассказы Потапенко носят характер скорее зарисовок, этюдов: «Средство от пьянства» (1912), «Удачная жизнь» (1913), «Нежданное», «Роковое совпадение», «Безвыходное положение», «Добровольцы» (1914); «Правда», «Человек, который обманул судьбу», «Тёмная сила», «Смятение», «Сновидения», «Комната с привидением», «Любовь» (1915). Рассказ о сёстрах-гимназистках «Кокотка» (1913) вызвал довольно дружное неприятие критики. Д. А. Крючков увидел в героинях рассказа лишь «механических, картонных гимназисток». Однако, при всех недостатках, рассказы Потапенко были написаны хорошим языком и профессионально выстроены, что можно сказать и обо всем её творчестве. В 1914 году вышла книга Потапенко «Отступница и другие рассказы», в которой впервые нашла чёткое выражение основная тема всего её творчества — взаимоотношения мужчины и женщины, приобретающие характер самоутверждения и бесконечного противоборства. В 1916 году опубликовала книгу «Мелькающие лики. Путевая повесть и другие рассказы» — заметки о совершенном автором кругосветном путешествии. В публицистической книге «Сотворённая женщина» (1917), резко направленной против извращённой, «гнилой», «лицемерной» морали 1880-х годов, сконцентрированы размышления Потапенко о месте женщины в жизни общества. В рассказе «Страх» (1917), отразилась тревожная атмосфера периода Февральской революции.
Потапенко эмигрировала из России (1919/1920) вместе с мужем, кинематографистом А. А. Лагорио, автором книги «Современная кинотехника…» (М., 1925). Некоторое время жила и работала в Стокгольме, переводила сказки Ш. Перро, произведения Ж. Верна и Г. Ферри — для издательства Е. А. Ляцкого «Северные огни», где вышел в свет сборник её рассказов «Стёртая пыль» (Стокгольм, 1921). В 1921 году переехала в Берлин, в 1922 году там вышла её книга «Новый человек» и повесть «Чёрт» — о жизни эмигрантской среды. Готовилась к печати повесть «Буржуйки». Потапенко сотрудничала в эмигрантской периодике — главным образом как рецензент. Следила за развитием литературы в Советской России, опубликовала, в частности, отзыв о творчестве Б. Пильняка, рецензию на «Московский альманах». В 1927 году в ленинградской «Красной газете» напечатала воспоминания о Ф. Ф. Фидлере «Человек, заслуживший хорошие похороны», знавшем Потапенко с ранних лет. В дальнейшем отошла от литературной деятельности. Умерла в парижском госпитале Вожирар.